# Maravilla Norte (Las Marías)
Maravilla Norte es un barrio ubicado en el municipio de Las Marías en el estado libre asociado de Puerto Rico. En el Censo de 2010 tenía una población de 580 habitantes y una densidad poblacional de 148,99 personas por km².

## Geografía
Maravilla Norte se encuentra ubicado en las coordenadas 18°16′0″N 66°59′40″O / 18.26667, -66.99444. Según la Oficina del Censo de los Estados Unidos, Maravilla Norte tiene una superficie total de 3.89 km², de la cual 3.86 km² corresponden a tierra firme y (0.73%) 0.03 km² es agua.

## Demografía
Según el censo de 2010, había 580 personas residiendo en Maravilla Norte. La densidad de población era de 148,99 hab./km². De los 580 habitantes, Maravilla Norte estaba compuesto por el 83.28% blancos, el 8.62% eran afroamericanos, el 1.21% eran amerindios, el 6.03% eran de otras razas y el 0.86% pertenecían a dos o más razas. Del total de la población el 98.97% eran hispanos o latinos de cualquier raza.